# Rino Lupo
Cesare Rino Lupo (Roma, 15 de fevereiro de 1884 — Roma, 3 de janeiro de 1936) foi um realizador italiano que realizou filmes por toda a Europa, incluindo em Portugal, onde trabalhou durante a época do cinema mudo do século XX.
O historiador de cinema M. Félix Ribeiro dá-lhe erradamente o nome de Vitaliano Lino Rupo, resultado de uma gralha de imprensa dos jornais da época, tal como Georges Sadoul que, na obra Histoire du Cinéma Mondial, refere-se ao cineasta como Enio Lupo. Também surge por vezes referido como Cezar Lupo, Caesar Lupow, na Polónia, ou ainda Cesarino Lupo, em Espanha.

## Biografia
Italiano de nascimento, começou a actividade cinéfila no seu país de origem, entre 1908 e 1910, onde foi contratado pela produtora francesa de Léon Gaumont, que o convidou para ir para Paris, onde viveu entre 1911-1914. O responsável técnico e artístico da empresa era então Louis Feuillade, anti-academista que se opunha ao Film d'Art, cultivado por elementos afetos à Comédie Française, que desenvolveram um conceito académico e elitista de cinema, decalcado da prática teatral e desprezando o uso do cinema como um «espetáculo de feira», tal como os filmes de Georges Méliès haviam sido idealizados. Conciliando tendências, Feuillade teorizou uma ideia nova, a do Film Esthétique, que se propunha ser «bem mais uma obra pictórica que de teatro», deixando uma forte influência nas futuras obras de Rino Lupo. Outra forte influência foi Léonce Perret, realizador da mesma produtora, que filmava os seus filmes ao ar livre, sobretudo na província.
Nos anos finais da década de 1910, Rino Lupo deambulou pela Europa, fazendo filmes em Berlim, Copenhaga, Moscovo, de onde partiu após os eventos da Revolução Russa de 1917, e na Polónia, onde fundou a Academia Cinematográfica de Varsóvia e chegou a dirigir a revista polaca Kinema. Entre os seus primeiros filmes, consta o filme alemão de propaganda de guerra Wenn Volker streiken (Quando os Povos Lutam) (1915), onde não foi creditado, o filme dinamarquês Slør-Danserinden (1915) e os filmes polacos Dwie urny (1921) e Przez pieklo (1921).

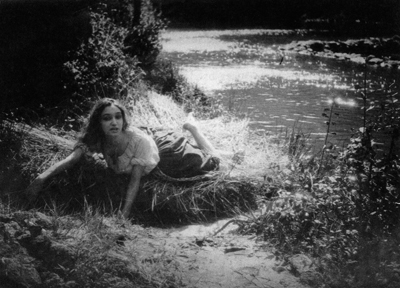
Fotograma do filme mudo português Mulheres da Beira, realizado por Rino Lupo.

Ainda em Varsóvia, em 1921, ouviu falar dos progressos da produtora portuguesa Invicta Film por um jovem português, de nome António da Silveira, e partiu diretamente para Portugal. Seduzido pelo país, ofereceu os seus préstimos à Invicta Film, onde foi aceite por reconhecido mérito. A decisão foi tomada por Georges Pallu, dirigente da firma e também realizador, que integrava o grupo de técnicos franceses que, com a colaboração da firma Pathé Frères, começava a dar início ao relançamento industrial da produtora portuguesa sediada no Porto.
Sendo-lhe dada a oportunidade de realizar em Portugal, Rino Lupo explorou o melodrama rural e verista enquadrado em décors naturais da província, com fortes traços pictóricos, na mais pura linha do Film Esthétique. Mulheres da Beira (adaptação de um conto de Abel Botelho) foi o seu primeiro trabalho, sendo apenas lançado em 1923 e considerada uma das suas principais obras de referência.

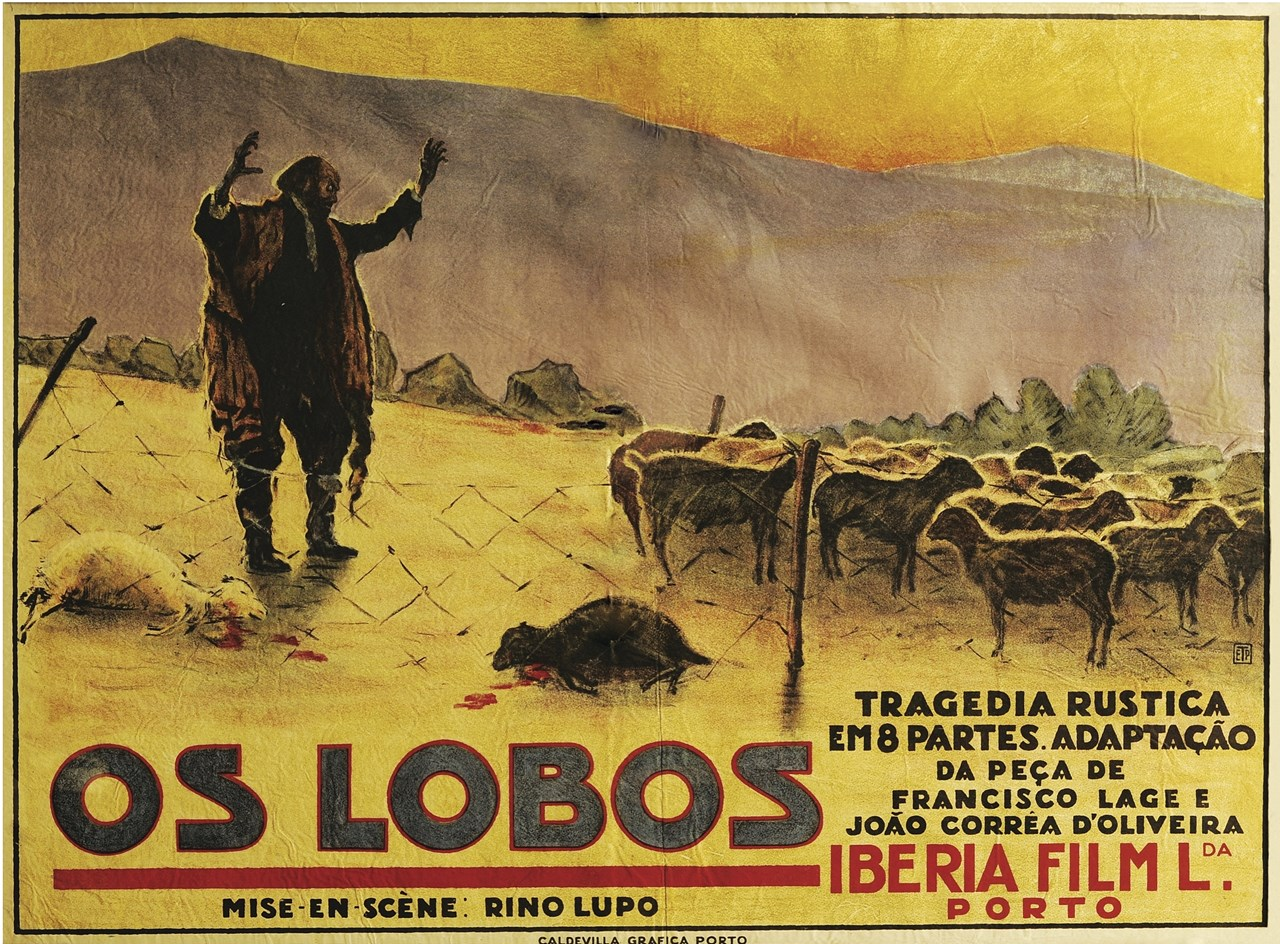
Poster do filme Os Lobos (1923)

Devido a desentendimentos com a produtora portuense, Rino Lupo e o diretor criativo Henrique Alegria saíram da Invicta Film e criaram a produtora Ibéria Film, colaborando no ano seguinte no filme Os Lobos (1923). Pouco depois, mudando-se para Lisboa, o cineasta italiano abriu a «Escola de Arte Cinematográfica», com sede no nº 182 da Rua da Palma, e, no Porto, a «Escola de Cinema», da qual saíram formados vários atores que participaram nas suas obras ou ainda futuros realizadores, entre os quais Manoel de Oliveira. Durante o mesmo período, casou com a atriz portuguesa Aida de Oliveira, também creditada como Aida Lupo, deixando descendência.
Sem trabalho em Portugal, Rino Lupo regressou a França, no seguimento da remontagem da segunda versão do filme Os Lobos, que, em 1924, foi aceite pela Gaumont para distribuição internacional, contudo, não surgindo novas oportunidades de trabalho, pouco depois partiu para Madrid, onde reencontrou António Teixeira Porto, um antigo aluno e frequentador do café Maison Doré, conhecido como ponto de encontro e tertúlia da comunidade cinematográfica madrilena. Parece ter sido graças a Teixeira Porto e a Manuel Fernandes Júnior, outro português frequentador do mesmo café, que o realizador viria a obter os contatos necessários para realizar o filme Carmiña, Flor de Galicia, versão espanhola de Mulheres da Beira, rodado na Galiza e no Porto no final de 1925.
Com um novo impulso, regressou a Portugal onde realizou as obras O Desconhecido, que estreou no Teatro Nacional de S. Carlos, a 18 de Abril de 1926, O Diabo em Lisboa (1927), onde Beatriz Costa se estreou como atriz em cinema, Fátima Milagrosa (1928), onde Manoel de Oliveira participou com um pequeno papel, e uma primeira versão do filme José do Telhado (1929).
Com a chegada do cinema sonoro a Portugal, Rino Lupo deixou o país em 1931. Após uma curta passagem por Espanha, Paris e Roma, instalou-se em Berlim, em 1932, perdendo-se o seu rasto. Separado da sua esposa Aida de Oliveira, que o acompanhou durante quase uma década, nem a sua família soube o que lhe aconteceu.
Novas investigações permitem concluir que nos seus últimos anos de vida, trabalhou como figurante em algumas produções sonoras alemãs, acabando por falecer em 1936 num hospital de Roma.

## Filmografia
- 1915 — Wenn Völker streiten (não creditado)
- 1915 — Slør-Danserinden
- 1921 — Dwie urny (creditado Cezar Rino-Lupo)
- 1921 — Przez pieklo (creditado Cezar Rino-Lupo)
- 1923 — Mulheres da Beira
- 1923 — Os Lobos
- 1926 — O Diabo em Lisboa (inacabado)
- 1926 — O Desconhecido (1926)
- 1926 — Carmiña, flor de Galicia
- 1927 — As Aventuras do Tenor Romão
- 1928 — Fátima Milagrosa
- 1929 — José do Telhado (remake realizado por Armando de Miranda em 1945)

## Enquadramento histórico
Enquadrar o agente humano na paisagem, situá-lo no seu espaço próprio, confere-lhe verdade. Mostra-o na sua condição universal: ligado à terra, preso ao local onde mora. Apesar de se servir do cinema como montra, Lupo esforça-se por dar a ver o lado humano da coisa, o Portugal profundo. Com isso abre caminho a uma tradição que perdurará. Tradição que, praticando a antropologia visual sem método, tanto no documentário como na ficção, descobre a  etnoficção: um "fraquinho nacional" que tocará Leitão de Barros, desde Maria do Mar, e que marcará muitos dos futuros filmes, tornando-se  uma das particularidades do cinema português. O improviso no momento da filmagem, sem prévio guião, dá realismo aos momentos e dá verdade aos actores, sobretudo quando são ao mesmo tempo actores e personagens reais. Rino Lupo, desleixado mas inventivo, pondo de lado a planificação, praticava o espontâneo, tirando um certo partido disso.